# Colin Coates (calciatore)
Colin Coates (Belfast, 26 ottobre 1985) è un calciatore nordirlandese, difensore del Ballymena.

## Carriera

### Club
Durante la sua carriera ha giocato principalmente con i Crusaders, in cui milita dal 2002 al 2020. Grazie ad una sua doppietta in finale, la sua squadra si aggiudica la Setanta Sports Cup 2012.

### Nazionale
Conta 6 presenze con la nazionale nordirlandese.

## Palmarès

### Club

#### Competizioni nazionali
- Campionato nordirlandese: 3

Crusaders: 2014-2015, 2015-2016, 2017-2018
- Irish Cup: 2

Crusaders: 2008-2009, 2018-2019
- Irish Football League Cup: 2

Crusaders: 2011-2012
Cliftonville: 2021-2022
- NIFL Championship: 1

Crusaders: 2005-2006

#### Competizioni internazionali
- Setanta Sports Cup: 1

Crusaders: 2012